# نهلة حسين الشالي
نهلة حسين الشالي 1971/1972 - 18 ديسمبر 2008 أحد المدافعين عن حقوق المرأة في كردستان العراق وزعيمة رابطة نساء كردستان التنظيم النسائي التابع للحزب الشيوعي الكردي.
في 18 كانون الأول 2008 اقتحم مسلحون منزلها في كركوك مما أدي إلي إصابتها ب طلق ناري قاموا بعده بقطع عنقها،كانت وقتها بعمر السابعة والثلاثون وهي أم لطفلين.